# Marcilhac e la Cròsa
Marcilhac la Cròsa (en francès Marcillac-la-Croze) és un municipi francès situat al departament de la Corresa i a la regió de la Nova Aquitània.

## Demografia
| 1962                                       | 1968 | 1975 | 1982 | 1990 | 1999 | 2007 |
| ------------------------------------------ | ---- | ---- | ---- | ---- | ---- | ---- |
| 283                                        | 281  | 242  | 232  | 226  | 213  | 195  |
| Des de 1962: població sense dobles comptes |      |      |      |      |      |      |

## Administració
| Període   | Identitat       | Partit |
| --------- | --------------- | ------ |
| 2001-2008 | Josette Chirol  |        |
| 2008-     | Pierre Comtesse |        |